# 青春 (长篇小说)
《青春》（英語：Youth: Scenes from Provincial Life II），是南非英語作家约翰·马克斯韦尔·库切的自传体长篇小说，副标题是“外地生活场景之二”（英語：Scenes from Provincial Life II），“外地生活场景”是他的长篇小说《男孩》。中文版本省略了副标题。:1-4

## 写作和出版
《青春》写于2002年，是库切的自传体长篇小说。:180-182

## 内容
全书一共二十章，前面四章的地点是南非，后面都是英国伦敦。
20世纪60年代，“约翰”离开家乡去南非开普敦上大学，他依靠打工维持生活资金，并且彻底断绝了和家庭的经济联系，之后约翰去了英国伦敦，在一家计算机公司工作，并且一直生活在伦敦。

## 角色

### 约翰
约翰是全书的主人公，他性格内向，郁郁寡欢，不擅长交际，大学主攻数学，不过他更愿意当诗人，母亲对他呵护备至，但是他感到窒息，父亲做人非常失败，令他感到恐慌，他厌恶南非这个国家，于是去了英国，他认为到了英国他就可以当一名诗人，当他到了英国一段时间，他仍然没有当成诗人，他认为是自己没有遇到那个打开他内心心灵之泉的女人，为了谋生，他在一家计算机公司工作，然而，在这个陌生的国度英国，他的梦想一步步落空，滑向失败。:180-182

## 评价
库切在1987年以色列最高文学奖“耶路撒冷奖”的时候谈到自己的文学作品：“南非文学是奴役中的文学……充满了无家可归的感情和对一种无名的自由的渴望。……正是你认为在监狱里的人会写出来的那种文字。”:180-182
2003年诺贝尔文学奖授词说：“他的自传体小说《男孩》主要围绕着父亲的人格屈辱以及由此引起的儿子的心理分裂。但小说同时展现了南非老派乡村生活的奇妙场景，以及布尔人和英格兰人之间、白人和黑人之间永无休止的冲突。在续篇《青春》中，作者冷酷地剖析自己，刻画了一个以古怪的方式祈望得到他人认同的年轻人。”:183-185

## 译著
简体中文版本已经由翻译家王家湘翻译。:1